# 南美花鱂
南美花鱂（學名：Poecilia caucana）為輻鰭魚綱鯉齒目鯉齒亞目花鳉科的其中一種，分布於中南美洲巴拿馬、哥倫比亞、委內瑞拉的淡水流域，體長可達3公分，屬雜食性，以藻類、昆蟲等為食。

## 擴展閱讀
維基物種上的相關：南美花鱂